# Saulzoir
Saulzoir település Franciaországban, Nord megyében. Lakosainak száma 1685 fő (2022. január 1.). Saulzoir Verchain-Maugré, Haussy, Montrécourt, Haspres, Saint-Aubert és Villers-en-Cauchies községekkel határos.

## Népesség
A település népessége az elmúlt években az alábbi módon változott:
| Lakosok száma | 1752 | 1783 | 1807 | 1753 | 1720 | 1688 | 1684 | 1679 | 1685 |
|               | 2013 | 2015 | 2016 | 2017 | 2018 | 2019 | 2020 | 2021 | 2022 |